# Růžená
Růžená är en ort i Tjeckien.   Den ligger i regionen Vysočina, i den centrala delen av landet, 120 km sydost om huvudstaden Prag. Růžená ligger 602 meter över havet och antalet invånare är 304.
Terrängen runt Růžená är huvudsakligen platt, men åt sydväst är den kuperad. Runt Růžená är det ganska tätbefolkat, med 60 invånare per kvadratkilometer. Närmaste större samhälle är Jihlava, 18,3 km nordost om Růžená. Omgivningarna runt Růžená är en mosaik av jordbruksmark och naturlig växtlighet.